# P110α
فسفاتیدیل‌اینوزیتول-۴و۵-بیس‌فسفات ۳-کیناز، زیرواحد کاتالیزی آلفا (انگلیسی: phosphatidylinositol-4,5-bisphosphate 3-kinase, catalytic subunit alpha) که با نام‌های اختصاری «p110α» و «PIK3CA» هم شناخته می‌شود، یک زیرواحد پروتئین است که در انسان توسط ژن «PIK3CA» کُدگذاری می‌شود.
این پروتئین از آدنوزین تری‌فسفات برای فسفریله کردن فسفاتیدیل‌اینوزیتول، فسفاتیدیل‌اینوزیتول ۴-فسفات و فسفاتیدیل‌اینوزیتول (۴٬۵) بیس‌فسفات استفاده می‌کند. از سال ۱۹۹۵ فرضیه‌ای دربارۀ شرکت این پروتئین در سرطان‌زایی مطرح بود و کمی بعد مشخص شد که این مولکول نوعی آنکوژن است که در سرطان دهان رحم نقش دارد.
با توجه به ارتباط بین p110α و سرطان، این پروتئین ممکن است یک هدف دارویی مناسب باشد. شرکت‌های داروسازی در حال طراحی و شناسایی مهارکننده‌های خاص این پروتئین هستند. جهش در ژن «PIK3CA» موجب بروز سندرم کلیپل–ترنونه و ناهنجاری‌های وریدی می‌شود. وجود جهش در این ژن همچنین ممکن است دلیلی بر اثربخشی احتمالی آسپرین‌درمانی در سرطان روده بزرگ باشد.
تمامی فسفواینوزیتید ۳-کینازها توسط داروهای ورتمانین و ال‌وای۲۹۴۰۰۲ مهار می‌شوند، اما ورتمانین کارایی بهتری نسبت به ال‌وای۲۹۴۰۰۲ در موقعیت‌های مهم جهش نشان می‌دهد.

## برای مطالعهٔ بیشتر
- Foster FM, Traer CJ, Abraham SM, Fry MJ (August 2003). "The phosphoinositide (PI) 3-kinase family". Journal of Cell Science. 116 (Pt 15): 3037–40. doi:10.1242/jcs.00609. PMID 12829733.
- Li VS, Wong CW, Chan TL, Chan AS, Zhao W, Chu KM, So S, Chen X, Yuen ST, Leung SY (March 2005). "Mutations of PIK3CA in gastric adenocarcinoma". BMC Cancer. 5: 29. doi:10.1186/1471-2407-5-29. PMC 1079799. PMID 15784156.
- Huang CH, Mandelker D, Schmidt-Kittler O, Samuels Y, Velculescu VE, Kinzler KW, Vogelstein B, Gabelli SB, Amzel LM (December 2007). "The structure of a human p110alpha/p85alpha complex elucidates the effects of oncogenic PI3Kalpha mutations". Science. 318 (5857): 1744–8. Bibcode:2007Sci...318.1744H. doi:10.1126/science.1150799. PMID 18079394. S2CID 83474940.
- Pereira B, Chin SF, Rueda OM, Vollan HK, Provenzano E, Bardwell HA, Pugh M, Jones L, Russell R, Sammut SJ, Tsui DW, Liu B, Dawson SJ, Abraham J, Northen H, Peden JF, Mukherjee A, Turashvili G, Green AR, McKinney S, Oloumi A, Shah S, Rosenfeld N, Murphy L, Bentley DR, Ellis IO, Purushotham A, Pinder SE, Børresen-Dale AL, Earl HM, Pharoah PD, Ross MT, Aparicio S, Caldas C (May 2016). "The somatic mutation profiles of 2,433 breast cancers refines their genomic and transcriptomic landscapes". Nature Communications. 7: 11479. Bibcode:2016NatCo...711479P. doi:10.1038/ncomms11479. PMC 4866047. PMID 27161491.